# Linda Brīvule
Linda Brīvule (ur. 9 września 1983 w Rydze) – łotewska lekkoatletka specjalizująca się w rzucie oszczepem.
Największy sukces odniosła w roku 2002 w Kingston zdobywając tytuł mistrzyni świata juniorów. Uzyskała wówczas wynik 55,35 m. Rekord życiowy: 59,69 (12 maja 2007, Ryga).

## Progresja wyników
| Rok           | 2001  | 2002  | 2003  | 2004  | 2005  | 2006  | 2007  | 2008  | 2009  |
| Odległość (m) | 52,39 | 55,35 | 54,49 | 56,36 | 56,12 | 54,75 | 59,69 | 51,74 | 56,25 |